# Kotik karłowaty
Kotik karłowaty, uchatka karłowata (Arctocephalus pusillus) – gatunek ssaka z rodziny uchatkowatych (Otariidae).

## Taksonomia
Gatunek po raz pierwszy zgodnie z zasadami nazewnictwa binominalnego opisał w 1775 roku niemiecki przyrodnik Johann Christian Daniel von Schreber, nadając mu nazwę Phoca pusilla. Nie wiadomo skąd pochodził holotyp. Podgatunek doriferus po raz pierwszy zgodnie z zasadami nazewnictwa binominalnego opisał w 1925 roku brytyjski przyrodnik Frederic Wood Jones nadając mu nazwę Arctocephalus doriferus. Holotyp pochodził z Lady Julia Percy Island, w stanie Wiktoria, w Australii. 
Autorzy Illustrated Checklist of the Mammals of the World rozpoznają dwa podgatunki; są do siebie genetycznie podobne, co wskazuje, że populacja podzieliła się stosunkowo niedawno na dwie grupy. Podgatunek australijski był wcześniej uważany za dwa gatunki, A. doriferus i A. tasmanicus.

### Etymologia
- Arctocephalus: gr. αρκτος arktos „niedźwiedź”; -κεφαλος -kephalos „-głowy”, od κεφαλη kephalē „głowa”[19].
- pusillus: łac. pusillus „malutki, bardzo mały”, od pusus „chłopczyk”, od puer „chłopiec”; przyrostek zdrabniający -illus[20].
- doriferus: łac. doriferus spearman, od gr. δορυ doru, δορατος doratos „włócznia”; -fera „noszenie”, od ferre „nosić, dźwigać”[21].

## Zasięg występowania
Kotik karłowaty występuje w zależności od podgatunku:
- A. pusillus pusillus – kotik afrykański – wybrzeże południowej Afryki, od Angoli do zatoki Algoa w Południowej Afryce.
- A. pusillus doriferus – kotik australijski – wybrzeże południowo-wschodniej Australii, w tym Wyspa Kangura, przez Wiktorię i Nową Południową Walię, Tasmanię i Cieśninę Bassa.

## Morfologia
Kotik afrykański: długość ciała samic 120–160 cm, samców 200–230 cm; masa ciała samic 57 kg (d0 107 kg), samców przeciętnie 274 kg (do 353 kg); kotik australijski: długość ciała samic 136–171 cm, samców 200–230 cm; masa ciała samic 78 kg (do 110 kg), samców przeciętne 279 kg (do 360 kg). Noworodki kotika australijskiego osiągają długość 60–80 cm i ciężar 5–12 kg. Występuje dymorfizm płciowy – dorosłe samce są 3,5 do 4,5 razy cięższe i 1,3–1,9 dłuższe od dorosłych samic. Ubarwienie samców kotika afrykańskiego jest szare lub czarne, jaśniejsze pod spodem; samice mają brązowe futro z jaśniejszym cieniowaniem części brzusznej. Samce kotika australijskiego różnią się od afrykańskich szarobrązową barwą futra; u samic futro przyjmuje barwę srebrnoszarą z żółtym podgardlem i jasnym spodem. O jakości futra kotików decyduje poszycie składające się z cienkich włosów puchowych. Sierść składa się z długich, sztywnych, włosów które pokrywają warstwę miękkich włosów poszycia w kolorze orzechowym. Są one stosunkowo rzadkie u większości fok, gęste u kotików. Wzór zębowy: I {\displaystyle {\tfrac {3}{2}}} C {\displaystyle {\tfrac {1}{1}}} PM {\displaystyle {\tfrac {6}{5}}} = 36.

## Ekologia

### Tryb życia
Uchatka karłowata spędza większość czasu w wodzie, zwykle nieopodal brzegu. Rzadko oddala się (maksymalnie do 160 km) od brzegu. Poruszając się na lądzie opierają się na tylnych kończynach, które mogą zginać pod tułów. Umożliwia im to chodzenie.  
Żywią się głównie rybami, uzupełniając dietę krabami i kałamarnicami.

### Rozród
Okres godowy dla obu podgatunków A. pusillus rozpoczyna się w połowie października. W tym czasie samce toczą walki pomiędzy sobą o terytorium. Samice docierają na ląd później od nich i również walczą ze sobą o teren, na którym urodzą swoje potomstwo. Tereny samic są zawsze mniejsze od terenów samców i wchodzą w ich skład – to powoduje przyporządkowanie samicy do haremu danego samca. Średnia ilość samic w haremie A. pusillus pusillus wynosi 28 a u podgatunku A. pusillus doriferus 10. Samiec kopuluje z każdą samicą swojego haremu. Implantacja blastocysty zachodzi z pewnym opóźnieniem: u podgatunku A. pusillus pusillus 4 miesiące, a u podgatunku A. pusillus doriferus 3 miesiące. Ciąża u tego gatunku trwa około 12 miesięcy.
Młode z podgatunku A. pusillus. pusillus po narodzeniu ważą 4,5 – 7 kg i mierzą 60 – 70 cm. Przychodzą one na świat w późnym listopadzie lub wczesnym grudniu. Samice karmią piersią swoje potomstwo od razu po ich urodzeniu przez 6 dni. Później samice z jednego haremu zaczynają naprzemiennie żerować w morzu, aby zdobyć pożywienie. Młode wcześnie zaczynają pływać i wraz z wiekiem coraz więcej czasu spędzają w wodzie. Samice osiągają dojrzałość płciową w wieku 3 lat. Samce podobnie, ale wtedy jeszcze nie mogą zajmować własnego terytorium. Dzieje się to dopiero parę lat później. 
Młode z podgatunku A. pusillus doriferus po narodzeniu ważą 4.5 – 12,5 kg i mierzą 62 - 80 cm. Przychodzą one na świat w pierwszej połowie grudnia. Podobnie jak u A. pusillus pusillus młode są karmione piersią od razu po narodzeniu aż do momentu, gdy samica rozpocznie żer. W tym okresie wraca ona na ląd raz w tygodniu by nakarmić swoje potomstwo. Młode w ósmym miesiącu życia zaczynają pływać. Samice osiągają dojrzałość płciową w wielu 3 – 6 lat. U samców następuje to w wieku 4 - 5 lat, ale nie są jeszcze zdolni do założenia własnego haremu. Następuje to dopiero w wieku 7 – 8 lat.

### Znaczenie
Do naturalnych wrogów uchatek należą rekiny, zębowce i drapieżniki lądowe.

## Status zagrożenia i ochrona
W Czerwonej księdze gatunków zagrożonych Międzynarodowej Unii Ochrony Przyrody i Jej Zasobów został zaliczony do kategorii LC (ang. least concern „najmniejszej troski”). Jest odławiany w liczbie ok. 30 000 rocznie. Uchatki są poławiane dla skór, tranu i mięsa.  Genitalia samców są sprzedawane jako afrodyzjak.  Podgatunek australijski, który ucierpiał w wyniku niekontrolowanych odłowów w XIX wieku został objęty ochroną.